# Narcís Xifra Masmitjà
Narcís Xifra i Masmitjà  (Gerona, 1848 - ibídem, 1934) fue un ingeniero industrial español, pionero de la electrotecnia.

## Biografía
Nació en la calle de la Barca de Gerona en 1848 y estudió ingeniería industrial en Barcelona (1875). Comenzó a trabajar en la empresa Planas de Gerona, y después fue director de Tomàs Dalmau e hijos.  La casa Dalmau era propiedad de Tomàs Dalmau, fabricante de instrumentos científicos. En 1873, Dalmau y Xifra instalaron en Barcelona una dinamo con la que iluminaron la Escuela Industrial.

En 1880 se inauguró bajo su dirección la primera central eléctrica de España, en la rambla de Cataluña (Barcelona). Funcionaba con cuatro motores de gas pobre de 50 CV, fabricados por La Maquinista Terrestre y Marítima, conectadas a máquinas de Gramme de 200 A y 200 V.  Un año más tarde se iluminó el muelle de San Ramón del puerto con la corriente generada en los talleres que la Casa Dalmau tenía en la calle del Cid (véase Fábrica Arnau y Vilar). Fue la primera iluminación eléctrica pública de la península ibérica  
El 26 de diciembre de 1877 Dalmau y Xifra utilizaron la línea telegráfica del ferrocarril para realizar la primera comunicación telefónica interurbana, entre las estaciones de Barcelona y Gerona. Poco más tarde se realizó una experiencia similar en el Instituto de Segunda Enseñanza de Gerona (hoy museo de la ciudad). 
En 1881 la Casa Dalmau pasó a denominarse Sociedad Española de Electricidad. Xifra continuó como director e impulsó el alumbrado del paseo de Colón (1882), la iluminación de los almacenes El Siglo y la Rambla (1884). Conectó eléctricamente Sants y Sarriá, empleando palos telegráficos y conductores de cobre con soportes de porcelana. En Gerona alumbró la Rambla y la plaza del Vino (1886), siendo la segunda ciudad española con  instalación de alumbrado eléctrico.
Fue amigo personal de Thomas Alva Edison. Luchó para que hubiera una apuesta constante por la electricidad, y trabajó con personajes como Francisco de Paula Rojas y Caballero-Infante, Antoni Planas, Josep Puig o Manel Soucherion.  Fue catedrático de los institutos de Cuenca y Gerona así como vicepresidente del jurado de la Exposición Universal de Barcelona de 1888 .
Narcís Xifra se casó con la cuñada de Tomás Dalmau, con quien tuvo un hijo, Francisco de Paula Xifra y Montero. . En Gerona hay una calle y un Instituto de Educación Secundaria con su nombre.